# Jazmín Stuart
María Jazmín Stuart (* 14. února 1976 Buenos Aires, Argentina) je argentinská herečka.
V televizi debutovala koncem 90. let 20. století, v letech 1998 a 1999 působila v seriálu Verano del 98. V dalších letech patřila k hlavnímu hereckému obsazení například v seriálech Los buscas de siempre, 22, el loco, Kachorra či Son amores. Roku 2003 se poprvé představila ve filmu, neboť ztvárnila hlavní roli ve snímku Ciudad del Sol. K její další významné televizní práci patří seriály Můj sexuální deník, Mi amor, mi amor, Las 13 esposas de Wilson Fernández a Nafta Súper. Objevila se také v různých filmech, jako jsou La peli, Los paranoicos, Fase 7 a Amateur.